# Urankonversionswerk Malvési
Koordinaten: 43° 12′ 49″ N, 2° 58′ 48″ O
Das Urankonversionswerk Malvési liegt im Ortsteil Malvési der französischen Stadt Narbonne. In der Anlage wird Uranerz zu Uran(IV)-fluorid (Urantetrafluorid) umgewandelt, einem Zwischenprodukt für das zur Herstellung von Brennstäben verwendete Uran(VI)-fluorid (Uranhexafluorid). Betreiber des Werks ist die mehrheitlich staatliche Orano-Firmengruppe.

## Geschichte

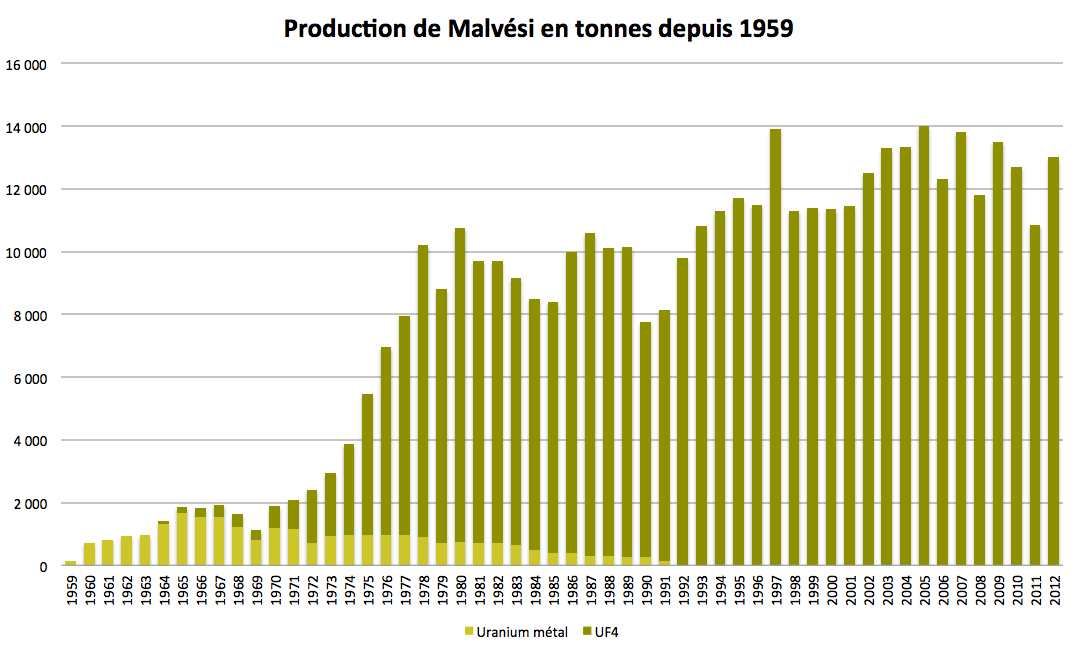
Jahresproduktion in Malvési, 1959 bis 2012

Für die ersten französischen Kernreaktoren fand die nötige Urankonversion nach dem Zweiten Weltkrieg zunächst im Werk Bouchet auf dem Forschungsgelände des Commissariat à l’énergie atomique (CEA) in Vert-le-Petit statt. Um die Produktionsmenge zu erhöhen und nicht auf einen einzigen Standort zu konzentrieren, wurde 1956 beschlossen, in Narbonne-Malvési eine zweite Anlage für die Herstellung von Uranmetall und Uran(IV)-fluorid zu errichten. Für den Standort sprach unter anderem, dass dort mit etwa 300 Sonnentagen pro Jahr und häufigem Wind ideale Bedingungen für die Behandlung der entstehenden Abwässer bestehen.

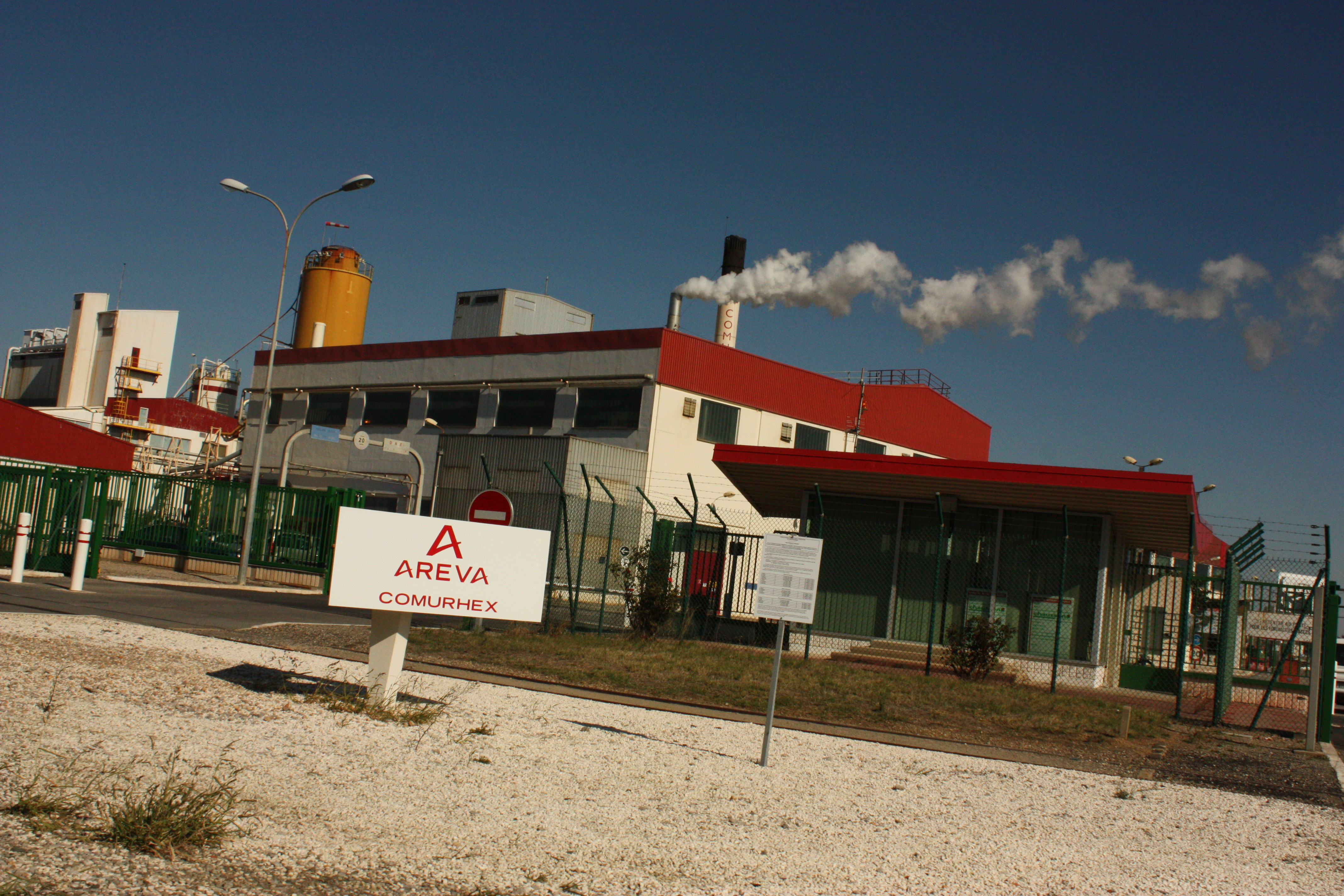
Werkstor der Anlagen

Die Anlagen in Malvési wurden 1958 und 1959 auf dem Gelände einer 1953 aufgegebenen Schwefelgrube errichtet. Während der Bau im Auftrag und in Verantwortung der CEA erfolgte, wurde für den Betrieb die Société de Raffinage de l’Uranium (SRU) gegründet, an der neben der CEA als Mehrheitseigner auch Privatunternehmen beteiligt waren. Der Schwerpunkt der Produktion in Malvési lag zunächst auf Uranmetall für UNGG-Reaktoren. Als Rohstoff wurde von 1960 bis 1980 neben Uranerz (Yellowcake) auch radioaktives Material aus der Nuklearanlage Marcoule verwendet.
Da sich Frankreich Mitte der 1960er-Jahre von der UNGG-Technologie abwandte, gewann die Produktion von Uran(IV)-fluorid in Malvési ab etwa 1964 deutlich an Bedeutung. Zu dessen Weiterverarbeitung waren inzwischen die nötigen Anlagen in der Nuklearanlage Tricastin in Pierrelatte errichtet worden. 1971 wurde die Société de Raffinage de l’Uranium (SRU) entsprechend mit dem Betreiber der Konversionsanlage in Pierrelatte zum Unternehmen Comurhex-Soc Conver Urani Metal Hexafluo kombiniert.
Ab 1973 stieg die jährlich produzierte Uran(IV)-fluorid-Menge deutlich; 1980 wurden erstmals mehr als 10.000 t hergestellt. 1997 und erneut 2005 wurde die maximal mögliche Menge von 14.000 t/Jahr erreicht.
Die Betreibergesellschaft Comurhex war seit 2001 Teil des Areva-Konzerns und wurde zum 31. Dezember 2013 als eigenständiges Unternehmen aufgelöst. Die Anlagen in Malvési gelangten zur Sparte Areva Nuclear Cycle (Areva NC), die wiederum Anfang 2018 nach der Bildung des Orano-Konzerns in Orano Cycle umbenannt wurde. Im Jahr 2020 wurde das Werk Malvési dem Geschäftsbereich Orano Chimie-Enrichissement zugeordnet.

## Produktion

### Ablauf

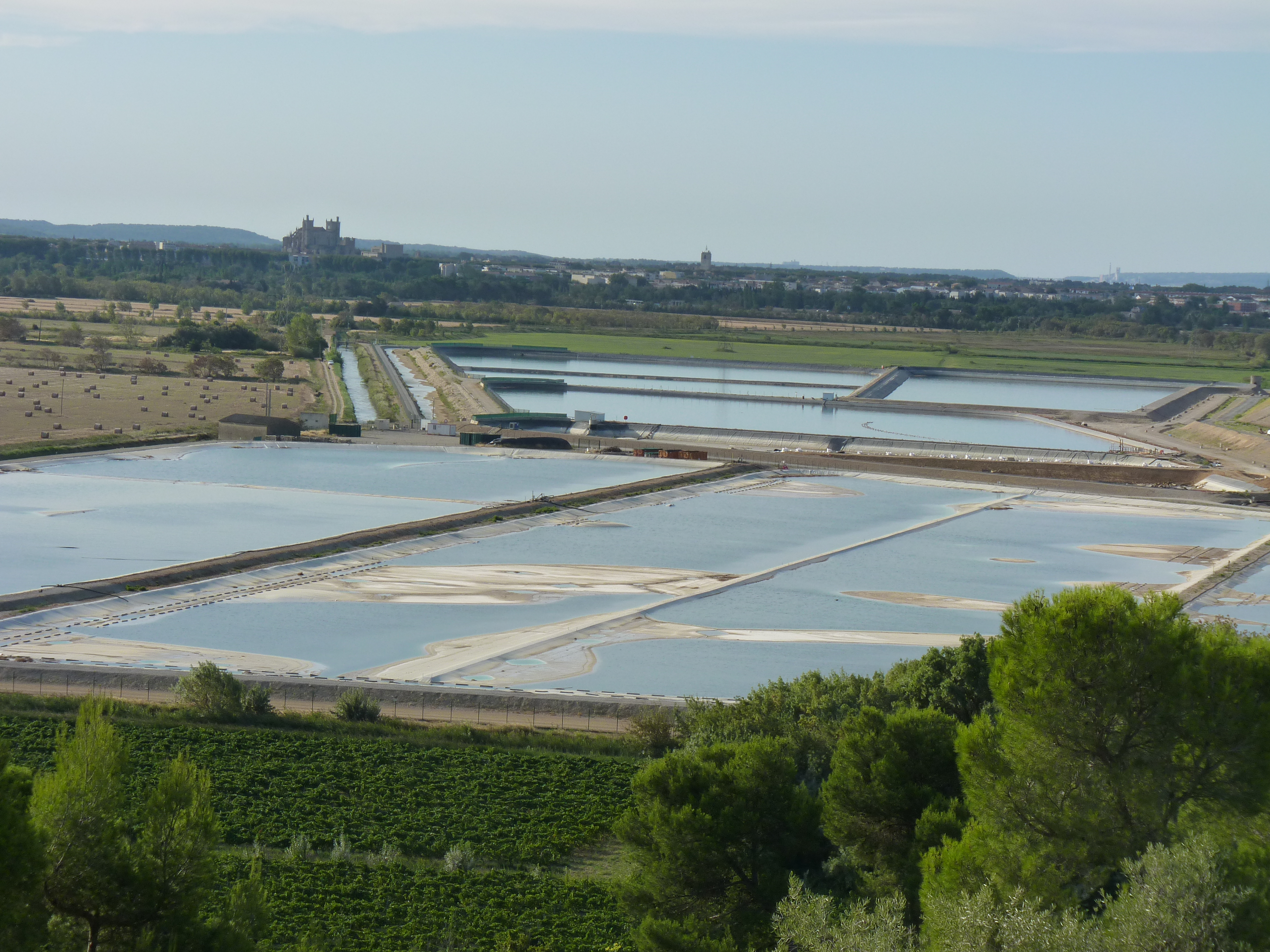
Absetzbecken in Malvési

In Malvési wird angelieferter Yellowcake über physikalisch-chemische Prozesse unter Verwendung von Salpetersäure, Ammoniak, Wasserstoff und Flusssäure zu Uran(IV)-fluorid verarbeitet. Der Prozess besteht grob zusammengefasst aus zwei Stufen, der Raffination und der eigentlichen Umwandlung. Im Raffinationsschritt entsteht neben dem gewünschten, mindestens 99,95 % reinen Uranylnitrat Abwasser, das in zwölf Absetzbecken auf einer Fläche von 18 Hektar geleitet wird. Das Wasser wird durch mehrere Becken geführt und verdunstet dort schrittweise, während uranhaltige Rückstände in den Becken verbleiben.

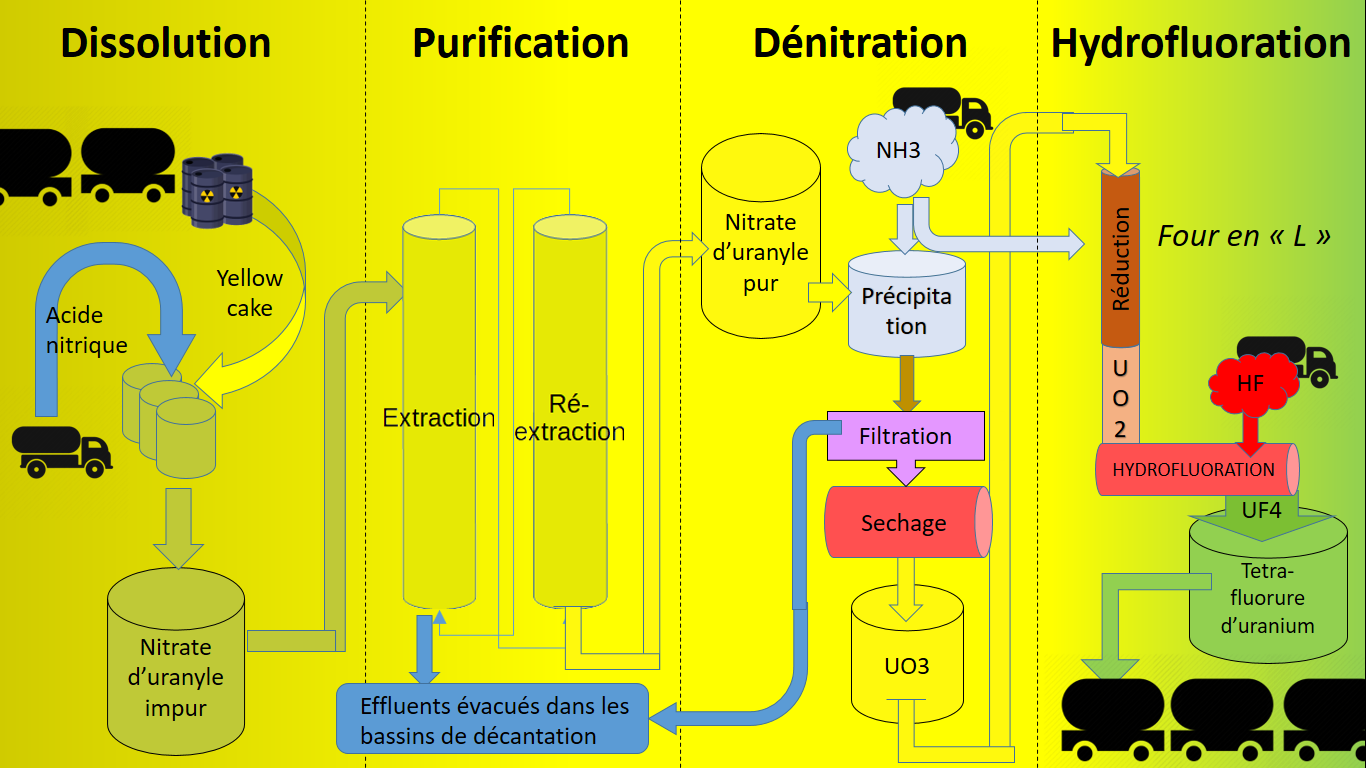
Schematischer Ablauf der Produktion

Der Umwandlungsprozess von Uranylnitrat in Uran(IV)-fluorid findet in mehreren Schritten in Öfen bei Temperaturen von 400 bis 800 °C statt. Das Uran(IV)-fluorid kann anschließend bei Bedarf mit Kalzium zu Uran in seiner metallischen Form reagieren. Das Endprodukt wird von Malvési zur weiteren Verarbeitung an andere Standorte, überwiegend Tricastin, befördert.
An- und Abtransport der benötigten und produzierten Stoffe erfolgt teilweise per Bahn über den Gleisanschluss des Werks an die Bahnstrecke Narbonne–Bize, teilweise auf der Straße.

### Kapazität
Die maximale Produktionskapazität des Werks Malvési liegt bei etwa 14.000 t Uran(VI)-fluorid pro Jahr. Es ist damit eine der weltweit größten Anlagen dieser Art. 2015 entfiel ein Viertel der weltweiten Urankonversion auf Malvési, 2022 knapp 21 %.

### Rückstände
Bis Ende 2013 entstanden in Malvési radioaktive Rückstände im Umfang von etwa einer Million Kubikmetern, darunter 450.000 m³ radioaktive Sedimente und 390.000 m³ radioaktive nitrierte flüssige Abwässer. Die übrige Menge entfällt auf Gestein und Schlamm, die durch Versickerung kontaminiert wurden.